# نصير (صاروخ كروز بحري)
نصير: هو صاروخ كروز مُجنَح (بحر- بحر) إيراني الصنع، ضد الأهداف البحرية كالبوارج الحربية والمنصات. والذي تم تصميمه وإنتاجه من قِبَل علماء وخبراء مؤسسة الصناعات الجوفضائية التابعة لوزارة الدفاع الإيرانية. تم الإعلان الرسمي عنه سنة 2017م. ويمكن إطلاقه من خلال الزوارق السريعة. يُعتَقَد أن مداه هو 140 كيلومتر. ويتمتع هذا الصاروخ بالرد السريع والعلو المنخفض والدقة العالية في إصابة الهدف وقدرة التدمير الكبيرة وإمكانية التشويش العالية عبر رادار متقدم. وقد تم تسليم أعداد كبيرة من صواريخ كروز المضادة للسفن من طراز «نصير» إلى القوات البحرية في الحرس الثوري الإيراني، في مؤسسة الصناعات الجوفضائية التابعة لوزارة الدفاع الإيرانية بحضور وزير الدفاع الإيراني العميد حسين دهقان وقائد القوات البحرية في حرس الثورة الأميرال علي فدوي. ويُعَد صاروخ نصير هو جيل جديد من صاروخ كروز (نصر-1) الشبحي المضاد للسفن الذي يعمل بالوقود الصلب والذي أنتجته مصانع القوة الجوفضائية التابعة لوزارة الدفاع الإيرانية قبل بضع سنوات. ويمكن وضع صاروخ نصر-1 على السفن والغواصات والطائرات ويبلغ مداه 35 كيلومتراً.

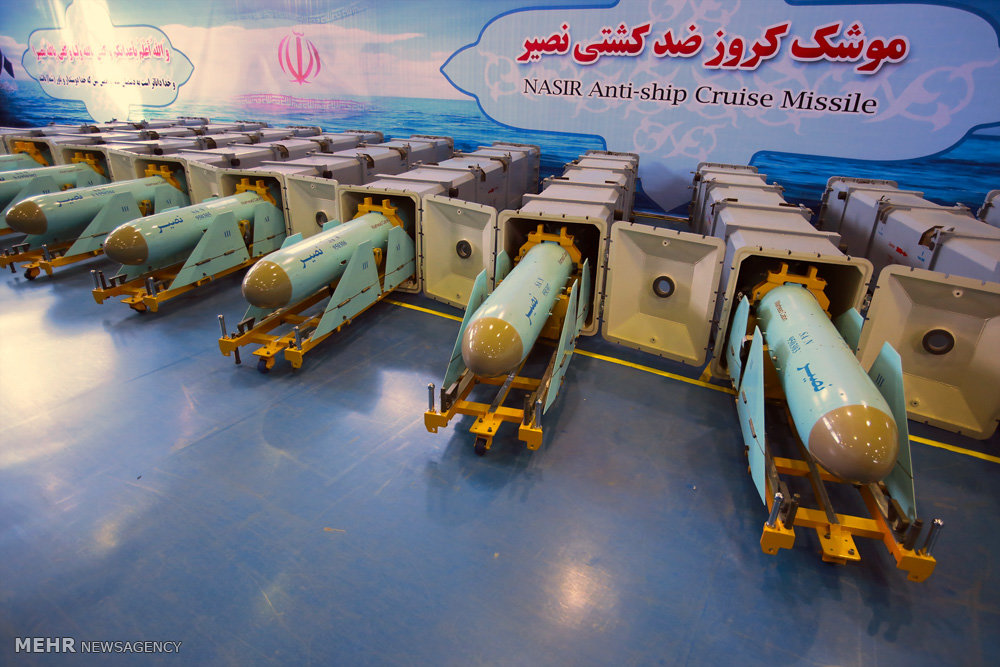
مجموعة من صواريخ كروز نصير الإيرانية

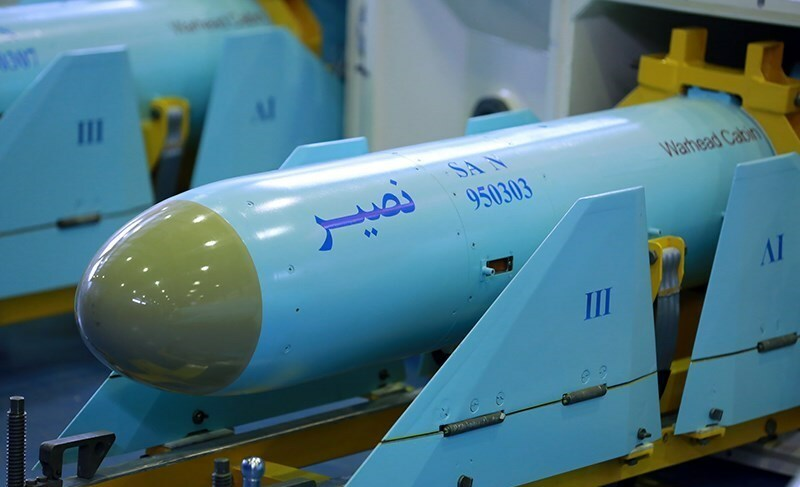
صاروخ نصير كروز البحري، خلال تسليمه لبحرية الحرس الثوري الإيراني من قبل وزارة الدفاع الإيرانية

## صناعة الصواريخ البحرية الإيرانية
استثمرت جمهورية إيران مبالغ كبيرة في الصناعات العسكرية للقوات المسلحة، لتصميم وإنتاج صواريخ مضادة للسفن بمديات مختلفة لاسيما صواريخ «كروز» التي لديها قابلية الإطلاق من ثلاث فئات، من الطائرات ومنصات الإطلاق الأرضية ومن السفن والغواصات. وقد تسارعت وتيرة تطوير وتوسيع قسماً من المعدات الصاروخية للبلاد في مختلف القطاعات خلال السنوات الماضية، حيث يمكن ملاحظة مضاعفة سرعة هذا التطور بشكل واضح. وفي أحدث الإنجازات العسكرية في هذا الصدد، تم تزويد القوة الجوية الإيرانية بصواريخ كروز «نصر» المضادة للسفن، حيث قامت مؤسسة الصناعات الجوفضائية التابعة لوزارة الدفاع، بتسليم القوة الجوية في الجيش الإيراني، أول مجموعة منتجة من هذه الصواريخ المضادة للسفن والتي تُطلَق جواً. واستثمرت الجمهورية الإسلامية في إيران مبالغ كبيرة لإنتاج صواريخ مضادة للسفن بمديات مختلفة لاسيما في إنتاج أنواع متنوعة من صواريخ كروز التي لها قابلية الإطلاق من ثلاث فئات رئيسية أي منصات عائمة ومن الطائرات والمنصات الأرضية. اما عن مديات هذه الصواريخ فهي تتفاوت من صاروخ لآخر، ولكن هناك إنجازات تحققت فيما يخص مديات هذه الصواريخ في الآونة الأخيرة بحسب مصادر دولية وأخرى إيرانية. حيث أكد مسؤول كبير بالجيش الإيراني يوم 16 تشرين الأول من عام 2018م إن طهران زادت مدى صواريخها الباليستية أرض-بحر إلى 700 كيلومتر ونقلت وكالة فارس للأنباء عن أمير علي حاجي زادة قائد القوات الجوفضائية بالحرس الثوري قوله «نجحنا في صنع صواريخ باليستية أرض-بحر، ليست صواريخ كروز، صواريخ يمكنها قصف أي مركب أو سفينة من على بعد 700 كيلومتر»، وقال حاجي زادة إن الحرس الثوري ركز على زيادة مدى الصواريخ أرض-بحر بعدما سأل الزعيم الأعلى الإيراني آية الله علي خامنئي الجيش قبل نحو عشرة أعوام عن إمكانية (قصف سفن) باستخدام مقذوفات باليستية. وتُعتبَر قوة الدفاع الساحلي والصواريخ الباليستية المضادة للسفن الإيرانية ثاني قوة نوعية بالأهمية في القوات الإيرانية. والميزة بهذه القوة أنها ترتكز على الصناعة المحلية بشكل كبير جداً. وتتنوع بين صواريخ ساحلية قصيرة المدى تتراوح بين 15 إلى 35 كيلومتر ومتوسطة المدى بين 85 إلى 200 كيلومتر وبعيدة المدى بين 300 إلى 500 كيلومتر، وهذه الصواريخ تتنوع بين الباليستية المضادة للسفن والصواريخ الجوالة المضادة للسفن. كذلك نجحت جمهورية إيران بتصميم وتصنيع صاروخ كروز بحري بمدى 1000 كيلومتر وهو صاروخ شهيد أبو مهدي والذي هو جيل جديد من صواريخ كروز البحرية إيرانية الصنع، مزود برأس ذي توجيه نشط بالرادار. يُطلَق من الأعماق بواسطة الغواصات بالإضافة إلى البوارج البحرية الإيرانية. كما تم تزويده بمحرك نفاث من فئة طلوع، وله أجنحة مستطيلة ذات رأس دائري. يبلغ مداه أكثر من (1000) كيلومتر، وقطره يبلغ 55 سم. وله القدرة على تخطي المنظومات الدفاعية الخاصة بالعدو. فهو صاروخ مخصص لحماية المداخل البحرية لمضيق هرمز ولسواحل إيران الغربية على الخليج العربي وعلى خليج عمان وبحر العرب، كما وانه يطير على علوٍ منخفض. تم الإعلان عنه رسمياَ في الشهر الثامن من سنة 2020م.

## نبذة عن صاروخ نصير البحري
في الوهلة الأولى تبدو الواجهة الأمامية لصاروخ (نصير) وأجنحته الرئيسية مشابهة لصاروخ (نصر-1). لكنها في الحقيقة مجهزة بأجزاء أخرى مضافة إلى جسم الصاروخ، كما أن الوقود المستخدم لتشغيله يشبه الوقود المستخدم في تشغيل الصواريخ المعروفة باسم (إيران جيت). ويقع محرك صاروخ نصير تحت بدن الصاروخ وتحديداً بين أجنحته لتقليل الحجم الكلي للصاروخ، مما يسهل عملية التحكم به وفي إطلاقه من على منصات ضيقة المساحة وخفيفة الوزن. ونظراً للمتغيرات التي أشرنا إليها يزيد طول جسم الصاروخ (نصير) بحدود 20 بالمئة مقارنةً مع صاروخ نصر. وإذا نظرنا إلى النماذج الصينية في هذا المجال ستكتمل الفكرة عن صاروخ (نصير) الإيراني. ويمكن الإشارة إلى بعض الصواريخ الصينية كـصاروخ (YJ-18A) المضاد للسفن، وصاروخ (CJ-20) الذي يطلق عليه أيضاً اسم (التوماهوك الصيني) لأنه يشبه صاروخ توماهوك الأمريكي. والشكل النهائي لمؤخرة صاروخ نصير يشبه إلى حدٍ بعيد مؤخرة صاروخ C750 الصيني. كما أن القسم الأمامي لكلا الصاروخين مقتبس من تصميم متناظر الشكل. ويمكن القول أيضاً بأن صاروخ نصير الإيراني يشبه في فكرته الأساسية الصواريخ الروسية المماثلة من حيث الشكل والأجنحة كصاروخ KH35 المضاد للسفن الحربية. ومن الصعب تخمين مدى صاروخ نصير إلا أن المعطيات تشير إلى أنه يتراوح ما بين 2 – 32 ضعف قياساً إلى صاروخ نصر 1. ويُعتبَر تجهيز القوات البحرية الإيرانية بصاروخ نصير خطوة مؤثرة في سبيل تعزيز القدرات الدفاعية والردعية الإيرانية. وفي وقت سابق أنتجت جمهورية إيران صاروخ كروز باسم (نصر بصير) وهو صاروخ بحري مجهز برأس وكاشف، كما لايمكن رصده مايمنحه ميزات عالية في العمليات الذكية والمفاجئة إضافةً لامتلاكه قدرة عالية على إنجاز المهام ودقة في الإصابات. ويمتلك صاروخ (نصر بصير) سرعة وقدرة عملانية إضافةً إلى رأس باحث بصمت وذكاء، مما يعزز القدرات البحرية للقوات المسلحة الإيرانية. هذه الإنجازات الصاروخية القيمة وغيرها الكثير في مختلف الصناعات العسكرية نابعة في الحقيقة من التوجه نحو البحث والإبداع والتطوير والإنتاج وفق إحتياجات القوات المسلحة الإيرانية، والتي تم إنجازها عبر الإستفادة من خبرات علماء ومتخصصي مؤسسة الجوفضائية التابعة لوزارة الدفاع الإيرانية.

## خصائص الصاروخ
يُعتبَر هذا الصاروخ من الأجيال المتطورة لصواريخ كروز (بحر-بحر)، وهو يتميز بزمن قصير للإطلاق وبدقة عالية في إصابة الأهداف وقدرة تدمير كبيرة وقدرة على التشويش على الرادارات المتطورة بفضل تجهيزه بنظام رادار متقدم. ويتمتع هذا الصاروخ أيضاً بإمكانية الإطلاق من الشاطئ والبحر ومن خلال الزوارق السريعة ضد أهداف بحرية منها البوارج الحربية والمنصات، كما ويتميز بالجاهزية للرد السريع في ارتفاعات منخفضة جداً.

## تسليم الصاروخ لبحرية الحرس الثوري
تم تسليم أعداد كبيرة من صواريخ كروز الجديدة سنة 2017م إلى القوات البحرية التابعة للحرس الثوري الإيراني، وذلك خلال مراسم خاصة حضرها وزير الدفاع الإيراني العميد حسين دهقان، وقائد القوات البحرية في الحرس الثوري الأميرال علي فدوي. وأُقيمَت مراسم تسليم عدد كبير من صواريخ كروز المضادة للسفن من طراز «نصير» إلى القوات البحرية في الحرس الثوري الإيراني، في مؤسسة الصناعات الجوفضائية التابعة لوزارة الدفاع الإيرانية بحضور وزير الدفاع الإيراني العميد حسين دهقان وقائد القوات البحرية في حرس الثورة الأميرال علي فدوي. وأشار العميد حسين دهقان خلال هذه المراسم إلى تعزيز القدرة الصاروخية للقوات المسلحة، قائلاً، ان صاروخ كروز بحر-بحر يُستَخدَم عبر إمكانية الإطلاق من الشاطئ والبحر ضد أهداف بحرية منها البوارج الحربية والمنصات.

## اختبار الصاروخ
إختبرت جمهورية إيران بنجاح تام أحدث صاروخ كروز بحري إيراني الصنع باسم (نصير) في مناورات القوة البحرية لجيش الجمهورية الإسلامية. وأفادت وكالة مهر للأنباء نقلاً عن العميد حسين دهقان “أثناء إجراء المناورات الواسعة التي تنفذها القوة البحرية للجيش الإيراني التي أُطلِقَ عليها (الولاية 95) في المياه الدولية جنوب البلاد، تم إطلاق أحدث صاروخ كروز بحري من تصنيع وزارة الدفاع باسم نصير وأصاب هدفه المحدد بنجاح. يذكر ان مناورات "الولاية 95" يتم إجراؤها من قِبَل بحرية الجيش الإيراني في مضيق هرمز وبحر عمان وشمال المحيط الهندي. وسبق لقائد القوات البحرية الإيرانية الأدميرال حبيب الله سياري أن قال "إن المرحلة الأخيرة من هذه المناورات تستهدف تعزيز الأمن والدفاع عن منطقة مضيق هرمز الواسعة وبحر عمان والمحيط الهندي وخليج عدن ومضيق باب المندب. ولفت سياري إلي أن مساحة منطقة مناورات (الولاية 95) تفوق مليوني كيلومتر مربع، وتشارك فيها أنواعاً مختلفة من السفن والغواصات والمدمرات وقاذفات الصواريخ والسفن اللوجستية الداعمة الإستخبارية، ومختلف أنواع الطائرات الحربية والمروحيات والطائرات المسيرة والوحدات الصاروخية وفرق الحرب الإلكترونية والوحدات الهندسية القتالية وألوية العمليات الخاصة ومشاة البحرية.

## ردود أفعال
إيران
وزير الدفاع الإيراني:
أكد وزير الدفاع الإيراني العميد حسين دهقان ان هذا الإنجاز القيم الذي يُعتبَر نابعاً من التوجه نحو البحث والإبداع والتطوير والإنتاج وفق إحتياجات القوات المسلحة، تم إنجازه عبر الإستفادة من السبل المختصرة التي كان يؤكد عليها قائد الثورة الإسلامية دوماً، حيث ان تجهيز القوات البحرية الإيرانية بهذا الصاروخ يُعتبَر بمثابة المضي بخطوة مؤثرة في سبيل تعزيز القدرات الدفاعية والردعية الإيرانية. وأعرب العميد دهقان عن جزيل شكره لمصممي ومنتجي صاروخ كروز «نصير» البحري لاسيما علماء وخبراء مؤسسة الصناعات الجوفضائية التابعة لوزارة الدفاع الإيرانية، قائلاً، ان هذا الصاروخ وباقي صواريخ القوات المسلحة للدفاع عن إيران الإسلامية فقط وستنهمر على رؤوس الأعداء لاغير وسَتُستَخدَم في سبيل الحفاظ على السلام والأمن في المنطقة.
وكالة أنباء فارس:

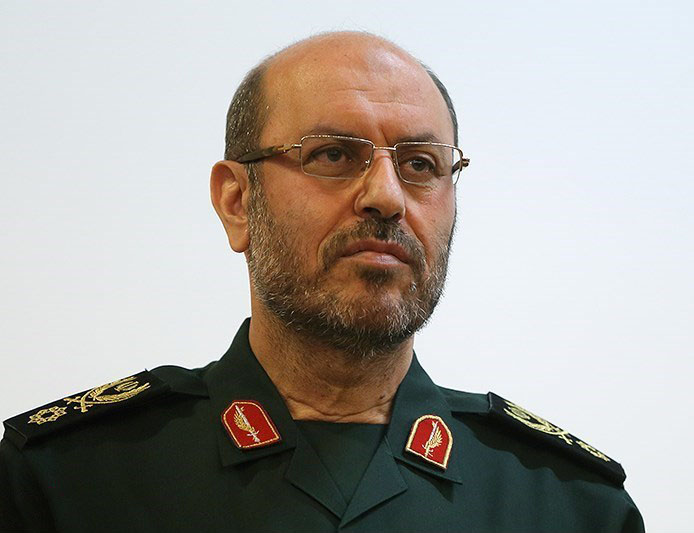
وزير الدفاع الإيراني العميد حسين دهقان

نقلت وكالة فارس عن وزير الدفاع الإيراني حسين دهقان قوله إنه «تم اختبار أحدث صاروخ كروز بحري يحمل اسم (نصير) في مياه جنوب البلاد». وذكرت الوكالة أن الصاروخ أصاب هدفه بنجاح.
وكالة تسنيم الدولية للأنباء:
أكدت وكالة تسنيم ان البحرية الإيرانية إختبرت بنجاح عدة صواريخ، من ضمنها صاروخ بحري جديد باسم نصير، وذلك في إطار مناورات عسكرية ضخمة تنظمها في الخليج، كما وتم اختبار قذائف (دهلاوية) الصاروخية الذكية بنجاح". ولم يحدد مدى هذه الصواريخ الإيرانية الصنع.

## معرض الصور

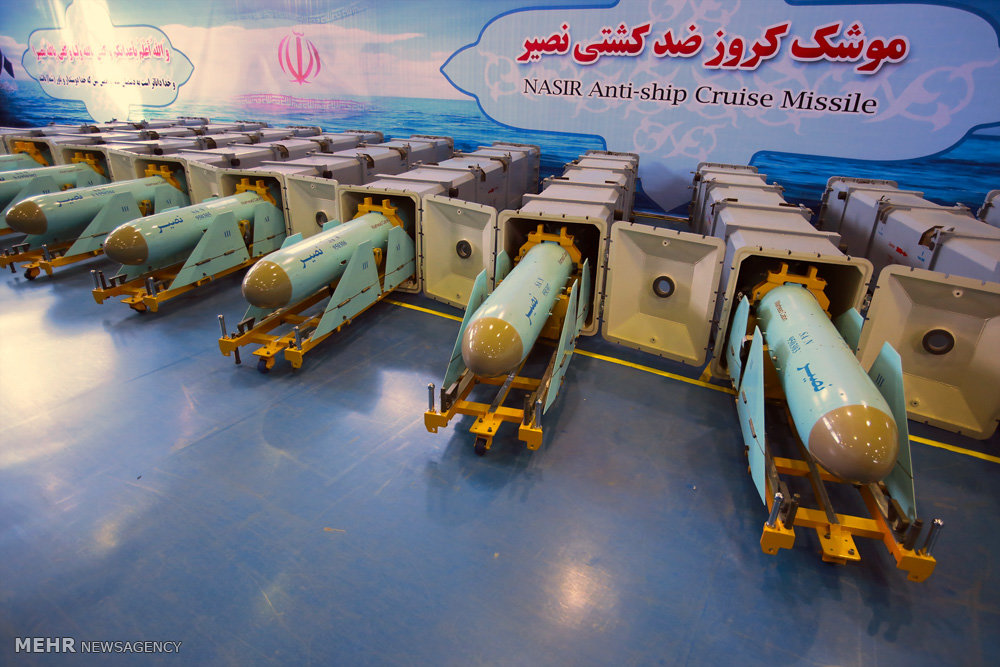
مجموعة من صواريخ كروز نصير الإيرانية

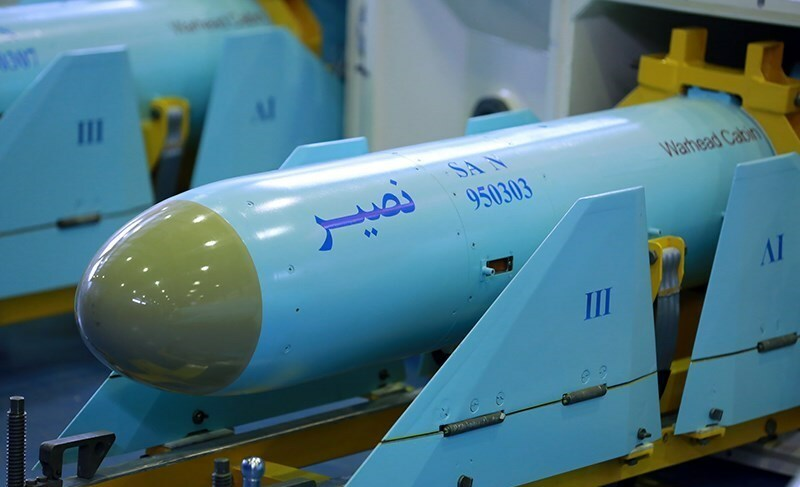
صاروخ نصير كروز البحري، خلال تسليمه لبحرية الحرس الثوري الإيراني من قبل وزارة الدفاع الإيرانية

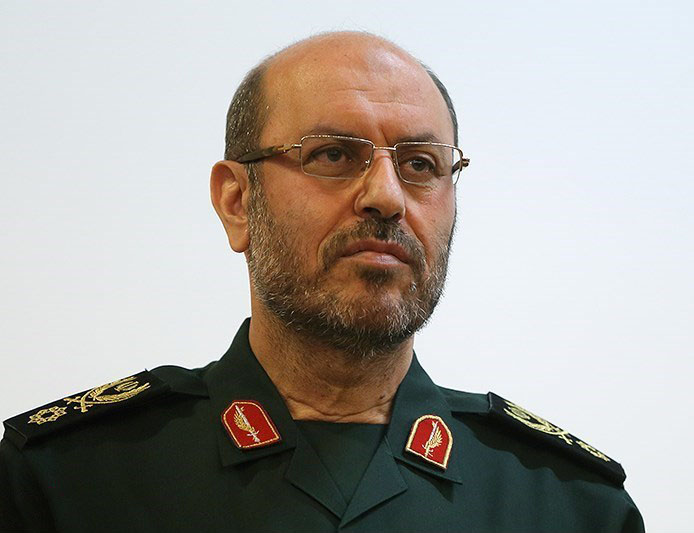
وزير الدفاع الإيراني العميد حسين دهقان